# Сиама (река)
Сиама (тадж. Сиёма) — река, протекающая по территории Варзобского района районов республиканского подчинения Таджикистана. Правый приток реки Варзоб (бассейн Кафирнигана).
Длина — 21 км. Площадь водосбора — 176 км². Количество рек протяжённостью менее 10 км расположенных в бассейне Сиама — 46, их общая длина составляет 86 км.
На международном конкурсе питьевых вод, проведённом в 2001 году в США, вода из реки Сиама была включена в десятку лучших вод мира.

## География
Начало берёт на южных склонах Гиссарского хребта вблизи безымянного пика с высотой в 4208,8 м. В верхнем течении русло реки направлено с севера на юго-восток. Затем меняется с запада на восток. В среднем течении, на высоте 2609,8 м, вблизи урочища Сиома, принимает очередной приток и плавно меняет направление с запада на северо-восток. Населённых пунктов в бассейне реки нет.
Согласно справочнику «Ресурсы поверхностных вод СССР» (1971) 78,4 % площади бассейна Сиамы занимают скалистые обнажения, осыпи, ледники и фирновые поля. Густой травяной покров, субальпийские и альпийские луга занимают 18,8 % от общей площади водосбора, и 2,8 % — это леса, заросли кустарника и редколесье.